# Ribécourt-la-Tour
 Ribécourt-la-Tour  là một xã ở trong tỉnh Nord ở miền bắc nước Pháp. Xã này có diện tích 8,79 km², dân số năm 1999 là 404 người. Xã nằm ở khu vực có độ cao trung bình 74 mét trên mực nước biển.